# William Gaston
William Gaston (3 de Outubro de 1820 – 19 de Janeiro de 1894) foi um advogado e político americano de Massachusetts. Do Partido Democrata, foi o primeiro membro do partido a exercer como Governador de Massachusetts (1875-1876) depois da Guerra Civil Americana. Foi um advogado de sucesso e Democrata politicamente conservador, que venceu a eleição como governador depois que seu oponente, Thomas Talbot, vetou a legislação para reduzir o controle do álcool.
Nascido em Connecticut e formado na Universidade Brown, criou uma advocacia de sucesso em Roxbury antes de envolver-se na política local. Na década de 1860, exerceu como prefeito de Roxbury e depois incentivou sua anexação a Boston (concluída em 1868). Mais tarde, exerceu como prefeito de Boston, durante um período que incluiu o Grande Incêndio de Boston de 1872.

## Primeiros anos
William Gaston nasceu no dia 3 de Outubro de 1820 em Killingly, Connecticut. Seu pai, Alexander Gaston, era comerciante de ascendência Huguenote Francesa e sua mãe, Kezia Arnold Gaston, era de uma antiga família de Rhode Island. Concluiu sua educação primária no Brooklyn, Connecticut, e estava preparado para a faculdade na academia de Plainfield. Entrou na Universidade Brown aos quinze anos e formou-se em 1840 com altas honras.
Gaston então mudou-se para Roxbury, Massachusetts (então independente da vizinha Boston), onde seus pais haviam mudado-se para residir, para prosseguir o estudo de direito. Estudou primeiro com Francis Hillard e depois com Benjamin Curtis, mais tarde um juiz da Suprema Corte dos Estados Unidos. Foi aceito na Ordem de Massachusetts em 1844 e abriu sua própria advocacia em Roxbury em 1846. A advocacia prosperou e logo tornou-se um dos principais advogados nos Condados de Norfolk e Suffolk.
Em 1852, Gaston casou-se com Louisa Augusta Beecher. Foram pais de três filhos, incluindo William A. Gaston, que ingressou em sua advocacia, e também tornou-se líder do partido Democrata, perdendo nas disputas para o governo em 1902 e 1903.

## Política em Roxbury e Boston
Gaston participou na política da cidade de Roxbury pouco tempo depois de estabelecer-se lá. Foi eleito para sua câmara municipal de 1849 até 1853, exercendo como presidente da câmara nos últimos dois anos. Representou a cidade na legislatura do estado (1853 até 1854) como um Whig, e foi afastado do cargo na maioria absoluta dos Sabe Nada em 1854 que destruiu o Partido Whig. Sua oposição à causa Sabe Nada ganhou-o apoio na comunidade irlandesa-americana da cidade, e foi novamente eleito para a legislatura como Democrata em 1856. Também foi nomeado Procurador-Geral de Roxbury em 1856, cargo que ocupou até 1860.
Em 1860, Gaston concorreu com sucesso a prefeito de Roxbury e venceu a eleição novamente no ano seguinte. Suas políticas conservadoras moderadas e fiscais eram populares, atraindo eleitores Republicanos para o seu lado. Apoiou a causa da União durante a Guerra Civil Americana, criando tropas no país e visitando-as em campo. Retomou a advocacia privada após seu segundo mandato.
Durante a década de 1860, foi discutida a anexação de Roxbury a Boston, e Gaston, que apoiou a ideia, foi nomeado para a comissão de Roxbury que avaliou-a em 1867. Concorreu sem sucesso para um cargo no Congresso dos Estados Unidos em 1870. Mais tarde naquele ano foi eleito prefeito de Boston, cumprindo dois mandatos de um ano. O acontecimento mais notável de seu mandato como prefeito, o Grande Incêndio de Boston de 1872, ocorreu no final do segundo mandato. O incêndio destruiu uma grande área do distrito comercial da cidade e Gaston foi criticado por não mostrar liderança decisiva durante as tentativas de controlar o incêndio. Essa demonstração fraca, combinada com uma fraca resposta a uma epidemia de varíola na cidade, contribuiu para sua perda em uma tentativa de obter um terceiro mandato.

## Governador de Massachusetts
Em 1873, Gaston concorreu para Governador de Massachusetts. O Partido Republicano dominante foi divergido em 1872 pela formação do Partido dos Republicanos Liberais e os Democratas do estado perceberam uma oportunidade. Gaston concorreu em um palanque pedindo uma liberalização das duras leis da lei seca do estado, que seu oponente, o incumbente Republicano William B. Washburn, havia apoiado. Gaston perdeu por pouco a eleição. Washburn renunciou em 1874 após vencer a eleição para o Senado dos Estados Unidos e Gaston concorreu em 1874 contra o Governador Interino Thomas Talbot. Talbot também apoiou a continuação da proibição em todo o estado, vetando a legislação popular para afrouxar as restrições ao álcool. Gaston também foi ajudado pelo descontentamento com a corrupção endêmica na administração do Presidente Ulysses S. Grant e a desunião entre os Republicanos, de quem Benjamin Butler obteve votos com uma candidatura de tripartidos. Gaston acabou conquistando uma vitória confortável. Tornou-se o primeiro Democrata a ganhar o governo desde antes da Guerra Civil, terminando uma série de vitórias Republicanas consecutivas. Sua vitória também foi um indicador precoce do crescente poder dos irlandeses americanos no estado, que constituíram uma importante base de seu apoio.
Durante seu mandato como governador, Gaston foi amplamente visto como moderado, "mais patriota que partidário", como um jornal de Boston falou. Gaston promoveu a revogação da lei seca do estado, substituindo-a por restrições e licenciamento da venda de álcool determinada pelas cidades e vilas. Também reduziu o tamanho da polícia estadual, que aplicara a antiga lei seca. Foi criticado por seu próprio partido, no entanto, por não ter conseguido nomear partidários Republicanos de seus cargos e substituí-los por defensores Democratas.

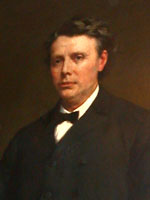
Retrato de Gaston por Frederick Porter Vinton, em 1895

A busca de Gaston por um segundo mandato foi encerrada por indignação pública por não ter assinado a sentença de morte do jovem assassino condenado Jesse Pomeroy. Pomeroy, então com quatorze anos, havia sido condenado em Dezembro de 1874 por assassinato premeditado por matar uma garota no início daquele ano e sentenciado à morte. Houve um clamor público a favor de sua execução, especialmente depois que tentou escapar da prisão. Gaston, apesar de duas decisões do Conselho do Governador de negar o perdão, recusou-se a assinar a ordem de execução. Foi uma decisão impopular que provavelmente contribuiu para sua perda nas eleições de 1875. O Republicano Alexander H. Rice, que derrotou Gaston em uma campanha medíocre, também recusou-se a assinar a ordem de execução, mas seu Conselho acabou recomendando a comutação da sentença de Pomeroy para a vida em confinamento solitário.

## Últimos anos
Depois que seu mandato como governador terminou, Gaston voltou à sua advocacia. Sua advocacia, criada em 1865 com Harvey Jewell e Walbridge A. Field, teve muito sucesso. Gaston era conhecido por não gostar particularmente de direito penal, mas era reconhecido como um dos principais advogados do período. Gaston representou o Arcebispo John Joseph Williams e o Padre John H. Fleming quando os pais de uma adolescente processaram depois que Fleming perdeu a imagem de um anjo que a menina acreditava ter sido dada a ela pela Santa Virgem Maria.
Exerceu como Presidente da Boston Bar Association de 1880 até 1881. Morreu em 1894 e está sepultado no Cemitério Forest Hills.